# Сан-Игнасио (Чили)
Сан-Игнасио (исп. San Ignacio) — посёлок в Чили. Административный центр одноимённой коммуны. Население — 2580 человек (2002). Посёлок и коммуна входит в состав провинции Дигильин и области Ньюбле.
Территория коммуны — 363,6 км². Численность населения — 15 992 жителя (2007). Плотность населения — 43,98 чел./км².

## Расположение
Посёлок расположен в 23 км южнее административного центра области — города Чильян.
Коммуна граничит:
- на севере — с коммунами Чильян, Чильян-Вьехо
- на северо-востоке — с коммуной Пинто
- на юге — с коммуной Эль-Кармен
- на западе — с коммуной Бульнес

## Демография
Согласно сведениям, собранным в ходе переписи Национальным институтом статистики,  население коммуны составляет 15 992 человека, из которых 8064 мужчины и 7928 женщин.
Население коммуны составляет 0,81 % от общей численности населения области Био-Био. 54,74 %  относится к сельскому населению и 45,26 % — городское население.

### Важнейшие населённые пункты коммуны
- Сан-Игнасио (посёлок) — 2580 жителей
- Пуэбло-Секо (посёлок) — 2293 жителя
- Кирикина (посёлок) — 1171 житель